# Sterlington
Sterlington é uma cidade  localizada no estado americano de Luisiana, na Paróquia de Ouachita.

## Demografia
Segundo o censo americano de 2000, a sua população era de 1276 habitantes.
Em 2006, foi estimada uma população de 1245, um decréscimo de 31 (-2.4%).

## Geografia
De acordo com o United States Census Bureau tem uma área de
5,9 km², dos quais 5,9 km² cobertos por terra e 0,0 km² cobertos por água. Sterlington localiza-se a aproximadamente 26 m acima do nível do mar.

## Localidades na vizinhança
O diagrama seguinte representa as localidades num raio de 24 km ao redor de Sterlington.